# Rodolfo da Áustria (1788–1831)
Rodolfo João José Rainier Cardeal de Habsburgo-Lorena (em alemão: Rudolf Johannes Joseph Rainier von Habsburg-Lotharingen; Pisa, Itália, 8 de janeiro de 1788 – Baden, 24 de julho de 1831) foi um membro da Casa de Habsburgo-Lorena, e um clérigo e nobre austríaco. Ele foi consagrado arcebispo de Olomouc (Olmütz) em 1819 e tornou-se cardeal no mesmo ano. Rudolph é conhecido por seu patrocínio das artes, principalmente como patrocinador de Ludwig van Beethoven, que dedicou várias de suas obras a ele.

## Vida
Nascido no Palácio Pitti em Florença, Toscana, ele era o filho mais novo do imperador Leopoldo II e Maria Luísa da Espanha. Em 1803 ou 1804, Rudolph começou a ter aulas de piano e composição com Ludwig van Beethoven. Os dois se tornaram amigos e Rudolph se tornou um apoiador e patrono de Beethoven; suas reuniões continuaram até 1824. Beethoven dedicou 14 composições a Rodolfo, incluindo o Trio do Arquiduque, a Sonata Hammerklavier, o Concerto do Imperador e a Missa Solemnis. Sonata para piano nº 26 - Les Adieux ("As despedidas") foi presenteada a Rodolfo pouco antes de sua fuga de Viena com a família imperial por ocasião da invasão de Napoleão em 1809. Os movimentos são "Lebewohl", "Abwesenheit" e "Wiedersehen" ('despedida', 'ausência' e 'reunião'). Rudolph dedicou uma de suas próprias composições a Beethoven. As cartas que Beethoven escreveu a Rudolph são hoje mantidas na Gesellschaft der Musikfreunde em Viena.
Franz Schubert e Ferdinand Ries também dedicaram obras a Rudolf.
Em 24 de março de 1819, aos 31 anos, Rodolfo foi nomeado arcebispo de Olomouc, na atual República Tcheca, mas então conhecido como Olmütz, que fazia parte do Império Austríaco. Ele foi feito cardeal-presbítero da igreja titular de S. Pietro in Montorio pelo Papa Pio VII em 4 de junho de 1819. Foi ordenado sacerdote em 29 de agosto de 1819 e consagrado bispo em 26 de setembro.
Em 1823-24, ele foi um dos 50 compositores que compuseram uma variação de uma valsa de Anton Diabelli para Vaterländischer Künstlerverein. No caso de Rodolfo, a música foi publicada anonimamente, como por "S.R.D" (que significa Serenissimus Rudolfus Dux). Ele adquiriu uma biblioteca significativa de composições musicais, compreendendo mais de 18 000 obras de 2 400 compositores, agora mantida pela Gesellschaft der Musikfreunde.
 

Ele morreu em 24 de julho de 1831 de hemorragia cerebral em Baden bei Wien aos 43 anos e foi enterrado na Cripta Imperial em Viena; seu coração foi enterrado na cripta da Catedral de São Venceslau em Olomouc.